# Ivan Jurjevics Cserezov
 Ivan Jurjevics Cserezov   (oroszul:  Иван Юрьевич Черезов ; Izsevszk, 1980. november 18.) orosz sílövő. A magánéletben hivatásos katona, a sílövészettel 1989-től kezdett el foglalkozni. Első jelentősebb nemzetközi versenye, a 2000-es Európa-bajnokság volt, a Lengyelországban megrendezett viadalon váltóban diadalmaskodott, egyéniben pedig a második helyen végzett.
A felnőttek között 2004-ben szerepelt első ízben, a világkupában. A 2005-ben megrendezett vegyes váltó világbajnokságon az orosz csapat tagjaként aranyérmet szerzett. Az elkövetkező években világbajnoki éremkollekcióját tovább gazdagította, dobogós helyezéseinek túlnyomó részét váltóban érte el.
Tagja volt a 2006-os orosz olimpiai csapatnak, ahol a váltóval a második helyen ért célba.

## Eredményei

### Olimpia
| Év   | Világbajnokság | Versenyszám | Versenyszám | Versenyszám   | Versenyszám | Versenyszám | Versenyszám |
| Év   | Világbajnokság | Egyéni      | Sprint      | Üldözőverseny | Tömegrajtos | Váltó       |             |
| ---- | -------------- | ----------- | ----------- | ------------- | ----------- | ----------- | ----------- |
| 2006 | Torino         | 8           | 5           | 15            | ----        | 2           |             |
| 2010 | Vancouver      | 15          | 10          | 6             | 6           | 3           |             |

### Világbajnokság
| Év   | Világbajnokság     | Versenyszám | Versenyszám | Versenyszám   | Versenyszám | Versenyszám | Versenyszám  |
| Év   | Világbajnokság     | Egyéni      | Sprint      | Üldözőverseny | Tömegrajtos | Váltó       | Vegyes váltó |
| ---- | ------------------ | ----------- | ----------- | ------------- | ----------- | ----------- | ------------ |
| 2005 | Hochfilzen         | 59          | ----        | ----          | 26          | ----        | ----         |
| 2005 | Hanti-Manszijszk   | ----        | ----        | ----          | ----        | ----        | 1            |
| 2006 | Pokljuka           | ----        | ----        | ----          | ----        | ----        | 16           |
| 2007 | Antholz-Anterselva | 6           | 22          | 9             | 16          | 1           | ----         |
| 2008 | Östersund          | 18          | 4           | 8             | 8           | 1           | ----         |
| 2009 | Phjongcshang       | 7           | 38          | 26            | 3           | 6           | ----         |
| 2010 | Hanti-Manszijszk   | ----        | ----        | ----          | ----        | ----        | 4            |

### Világkupa
| Helyezés | 65 | 18 | 15 | 4 | 5 | 7 | 3 |

| 2004/05    | Hanti-Manszijszk Vegyes váltó (VB)                                                                        | Cesana San Sicario Váltó                                                                                | Östersund Tömegrajtos Oberhof Váltó                                                                          |
| 2005/06    | | Östersund Váltó Hochfilzen Váltó Oberhof Váltó Torino Váltó (O)                                         | Östersund Üldözőverseny                                                                                      |
| 2006/07    | Hochfilzen Váltó Oberhof Váltó Antholz-Anterselva Váltó (VB) Hanti-Manszijszk Tömegrajtos                 | Hochfilzen/Breznóbánya Váltó Ruhpolding Váltó                                                           | Hochfilzen Üldözőverseny                                                                                     |
| 2007/08    | Kontiolahti Üldözőverseny Östersund Váltó (VB) Oslo Holmenkollen Üldözőverseny                            | Hochfilzen Váltó Oberhof Váltó Ruhpolding Váltó                                                         | |
| 2008/09    | Hochfilzen Váltó                                                                                          | Hochfilzen Sprint Hochfilzen Egyéni                                                                     | Antholz-Anterselva Tömegrajtos Phjongcshang Tömegrajtos (VB)                                                 |
| 2009/10    | Pokljuka Sprint Ruhpolding Váltó Kontiolahti Sprint Oslo Holmenkollen Tömegrajtos Hanti-Manszijszk Sprint | Hochfilzen Váltó                                                                                        | Vancouver Váltó (O) Oslo Holmenkollen Üldözőverseny                                                          |
| 2010/11    | | Presque Isle Üldözőverseny Hanti-Manszijszk Váltó (VB)                                                  | Hochfilzen Üldözőverseny Oberhof Tömegrajtos Ruhpolding Sprint Presque Isle Sprint Presque Isle Vegyes váltó |
| Összesítés | Egyéni: 0 Sprint: 3 Üldözőverseny: 2 Tömegrajtos: 2 Váltó: 6 Vegyes váltó: 1 ------------ Összesen: 14    | Egyéni: 1 Sprint: 1 Üldözőverseny: 1 Tömegrajtos: 0 Váltó: 12 Vegyes váltó: 0 ------------ Összesen: 15 | Egyéni: 0 Sprint: 2 Üldözőverseny: 4 Tömegrajtos: 4 Váltó: 2 Vegyes váltó: 1 ------------ Összesen: 13       |

- O - Olimpia és egyben világkupa forduló is.
- VB - Világbajnokság és egyben világkupa forduló is.